# مجلس الدولة (الجزائر)
مجلس الدولة الجزائري هو أعلى هيئة في نظام القضاء الإداري والجهاز المنظم لنشاطات الجهات القضائية الإدارية، «لضمان توحيد الاجتهاد القضائي عبر البلاد والسهر على احترام القانون»، وذلك حسب نص المادة 152 من الدستور الجزائري المعدل عام 1996.
ويعتبر الهيئة العليا بالنسبة لنظام القضاء الإداري، على غرار المحكمة العليا بالنسبة لنظام القضاء العادي، إلى جانب محاكم إدارية يتم إنشاؤها.

## التأسيس
أنشئ «مجلس الدولة» الجزائري رسميا يوم 17 يونيو/حزيران 1998، في إطار إعادة تنظيم القضاء ومؤسساته في البلاد. فقبل سنة 1962، كان القضاء الإداري الجزائري جزءا لا يتجزأ عن النظام القضائي الفرنسي.
حينها كانت تسوية النزاعات الإدارية مخولة بثلاث محاكم إدارية في كل من الجزائر العاصمة ووهران وقسنطينة، وكانت قراراتها قابلة للطعن أمام مجلس الدولة في باريس.
وعقب الاستقلال، شهد النظام القضائي في الجزائر عدة تغييرات قبل أن ينتهي به المطاف إلى ازدواجية القضاء، أي تبني نظامين قضائيين يتمثلان في الجهات القضائية العادية وعلى رأسها المحكمة العليا، والجهات القضائية الإدارية وعلى رأسها مجلس الدولة.

## المقر
يوجد مقر «مجلس الدولة الجزائري» في الجزائر العاصمة.

## الصلاحيات
حدد القانون رقم 98/01 الصادر في 30 مايو/أيار 1998 اختصاصات مجلس الدولة الجزائري وتنظيمه وسيره، فهو تابع للسلطة القضائية، وأعضاؤه قضاة خاضعون للقانون الأساسي للقضاء.
وبالإضافة إلى وظيفته القضائية، يضطلع المجلس بوظيفة استشارية ويتمتع بعدة صلاحيات، فهو جهة استئناف للفصل في الاستئنافات ضد القرارات الصادرة ابتدائيا عن الجهات القضائية الإدارية، وهو جهة النقض للفصل في الطعون المرفوعة ضد القرارات الصادرة نهائيا عن الجهات القضائية الإدارية (باستثناء مجلس الدولة) وضد القرارات الصادرة عن مجلس المحاسبة، وعندما ينص قانون خاص على ذلك.
يختص المجلس ابتدائيا ونهائيا بالفصل في الطعون بالبطلان والطعون التفسيرية والطعون الخاصة بمدى شرعية القرارات الصادرة عن السلطات الإدارية المركزية، كما يفصل في الطعون ضد القرارات الصادرة عنه مثل المعارضة واعتراض الغير الخارج عن الخصومة والتماس إعادة النظر.

### الدور الاستشاري
بموجب المادة 119 من الدستور، يجب على مجلس الدولة أن يبدي رأيه في مشاريع القوانين التي يعرضها عليه رئيس الحكومة قبل عرضها على مجلس الوزراء.

## تشكيلة المجلس
يقوم 36 قاضيا موزعين بين قضاة الجلوس وقضاة محافظات الدولة بأداء مهامهم على مستوى مجلس الدولة، وقضاة الجلوس هم رئيس مجلس الدولة الذي يمثل المؤسسة رسميا ويكون معنيا بإدارتها وتسيير هياكلها الإدارية والقضائية، ونائب الرئيس الذي يساعد الرئيس في مهامه ويخلفه في حال غيابه أو حدوث مانع له.
كما تضم تشكيلته خمسة رؤساء غرف مكلفين بتنسيق الأعمال داخل تشكيلتهم كما أنهم يجلسون في التشكيلات الاستشارية، ورئيس قسم يتمتع داخل القسم بنفس الصلاحيات التي يتمتع بها رئيس الغرفة.
ويوزع رؤساء الغرف والأقسام الملفات على القضاة وغرفهم، ويسيرون المداولات ويترأسون الجلسات.
ويشكل مستشارو الدولة مختلف غرف مجلس الدولة، ويكونون مقررين في القضايا التي تسند إليهم لدى توزيع الملفات من قبل رؤساء الغرف أو الأقسام، ويشاركون في المداولات ويشكلون في الجلسات.
وتولى رئاسة مجلس الدولة منذ تأسيسه أربعة رؤساء هم: أحمد بليل، وفريدة أبركان، وفلة هني، وسمية عبد الصدوق

## وصلات خارجية
- الموقع الرسمي